# Новосёлка (Караидельский район)
Новоселка (баш. Новосёлка) — деревня в Караидельском районе Республики Башкортостан Российской Федерации. Входит в состав Караидельского сельсовета. 

## География

### Географическое положение
Находится на правом берегу реки Уфы.
Расстояние до:
- районного центра (Караидель): 4 км,
- центра сельсовета (Караидель): 4 км,
- ближайшей ж/д станции (Щучье Озеро): 77 км.

## Население
| 2002 | 2009 | 2010 |
| ---- | ---- | ---- |
| 35   | ↘27  | ↘24  |